# Guineu voladora de l'illa Malanipa
La guineu voladora de l'illa Malanipa (Pteropus speciosus) és una espècie de ratpenat de la família dels pteropòdids. Viu a Indonèsia i les Filipines. El seu hàbitat natural són probablement els boscos de plana ben desenvolupats, on nia en cocoters, tot i que no se sap gairebé res de l'hàbitat i l'ecologia d'aquesta espècie. Està amenaçada per la caça i la desforestació.